# Observationspost
En observationspost er et midlertidigt eller fast sted, hvorfra forsvarende soldater kan holde udkig ("observere") efter fjendtlige enheder og rapportere dette videre for at advare egne styrker eller dirigere artilleriild. Da posten både kan være midlertidig og permanent, kan observationen foregå fra såvel observationstårne som biler, ligesom der kan anvendes både kikkerter og radarer til formålet.
Ordet anvendes dog også i civilt øjemed om et sted, hvorfra der tilsvarende holdes udkig efter f.eks. fugle.
| Militær | Spire Denne artikel om militær er en spire som bør udbygges. Du er velkommen til at hjælpe Wikipedia ved at udvide den. |